# Дон Теодоро Греко
Дон Теодо́ро Гре́ко (исп. Don Theodoro Griego (рус. Дон Теодор Грек), имя при рождении — Тео́дорос (греч. Θεόδωρος); Эгейские острова — Испанская Флорида) — испанский мореплаватель, конкистадор и исследователь Америки греческого происхождения. Считается первым греком, достигшим Америки в Новое время (1528), а также первым белым человеком, жившим с индейцами.

## Биография
Родился на одном из островов в Эгейском или Ионическом море (возможно на Кефалонии). Как и большинство островитян стал моряком. Впоследствии мигрировал в Испанию.
После падения Константинополя в 1453 году от рук Османской империи многие греки мигрировали в европейские страны. Большинству из них удалось добиться больших успехов и стать знаменитыми в различных сферах деятельности, таких как мореплавание, торговля, изобразительное искусство (например, Эль Греко и его сын Хорхе Мануэль Теотокопули), наука и военное дело (в том числе в иностранных армиях). В числе конкистадоров и исследователей нового континента (Америки), служивших в испанской армии, был и Дон Теодоро Греко, за которым последовали многие другие греки, среди которых были Хуан де Фука, Хорхе Греко, Педро де Кандия и его друг Хуан Греко, а также другой Хуан Греко, в честь которого назван город на острове Маргарита (Венесуэла), Николас Грек из Нафплиона, Антон де Родас, Хуан де Хио и многие другие.
17 июня 1527 года Дон Теодоро Греко отплыл из порта Санлукар-де-Баррамеда (Испания) на борту одного из пяти кораблей под командованием Панфило де Нарваэса для исследования Америки. В сентябре миссия прибыла в Сан-Доменико, где приобрела ещё один корабль и запаслась провизией. В состав экипажа также вошли новые члены, поскольку некоторые прежние были больны или умерли во время путешествия. После этого миссия высадилась в Сантьяго-де-Куба и разделилась на две группы, в одной из которых оказался Теодоро.
Команда, в составе которой был Теодоро, направилась на двух судах на Тринидад для пополнения запасов провизии. Однако оба корабля попали под ураган, в результате чего погибло 60 членов экипажа. Оставшиеся в живых Теодоро и ещё 30 моряков высадились на берег.
14 апреля 1528 года путешественники достигли берегов Флориды, где возвели временное жильё. С первых же дней команда начала контактировать с местными индейскими племенами, которые приносили с собой кусочки золота, а также рассказывали о том, что в горах Аппалачи имеется много этого драгоценного металла.
Испанцы принялись за поиски золота, параллельно убивая индейских мужчин и беря в плен их женщин и детей для того, чтобы те рассказывали им, где искать золото.
Однажды группа оказалась заблокированной в неизвестных местах далеко от своего местопребывания, к тому же без припасов. Используя древесину и кожу, обработанные сосновой смолой, Теодоро соорудил пять лодок для переправы через притоки Миссисипи.
После месяца блужданий команда вышла к морю, однако не могла найти место своего жительства. В итоге путешественники достигли бухты недалеко от современного города Пенсакола, где Теодоро вышел на сушу, чтобы взять воды у индейцев этой местности. Ближе к вечеру того же дня аборигены вернулись без Теодоро, однако отказались отвечать на вопросы испанцев и ретировались.
Два дня поисков пропавшего Теодоро не увенчались успехом. В конечном итоге в 1535 году миссии удалось достичь Калифорнии, а в 1537 году — вернуться в Испанию.
В 1540 году в то место, где исчез Теодоро, прибыл Гонсало Вальдес, секретарь Эрнандо де Сото. Там он узнал, что бывшие в составе миссии Нарваэса два христианина остались вместе с индейцами, которые по неизвестной причине убили их. Индейцы, рассказавшие о смерти Теодоро, не знали ни когда именно он был убит, ни где он похоронен.
В городе Тампа (Флорида) имеется памятник Дону Теодоро Греко, на постаменте которого написано: «История греков в Америке начинается здесь».